# Nona Gaprindashvili
Nona Terent'evna Gaprindashvili (Zugdidi, 3 maggio 1941) è una scacchista georgiana, fino al 1992 sovietica, campionessa del mondo femminile dal 1962 al 1978 e prima donna a ottenere il titolo di Grande maestro.

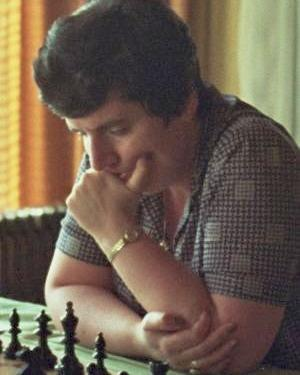
Nona Gaprindashvili nel torneo interzonale di Bad Kissingen del 1982.

Dal 1989 al 1996 è stata presidente del Comitato Nazionale Olimpico Georgiano. Nel 1997 viene istituito il "Trofeo Nona Gaprindashvili" a lei dedicato, destinato alla nazione che, nel corso delle Olimpiadi degli scacchi, abbia ottenuto la miglior media tra il piazzamento nel torneo open e quello femminile. Fu assegnato per la prima volta nel 1998.

## Biografia
Nel 1961 ottiene il diritto a partecipare alla sfida per il titolo mondiale femminile vincendo il Torneo delle candidate; l'anno seguente vince nettamente (9-2, senza una sola sconfitta) contro l'allora campionessa Elisaveta Bykova, ottenendo il titolo. Nel 1963 vince il torneo "B" di Hastings. Dal 1965 al 1975 difende il titolo mondiale altre quattro volte, tre contro Alla Kušnir e una contro Nana Aleksandrija. Nel 1978 perderà il titolo contro la diciassettenne Maia Chiburdanidze. Nel frattempo, tra il 1964 e il 1974 vince due volte il campionato sovietico femminile.
Nel 1977, in virtù della vittoria al torneo di Lone Pine, la FIDE le assegna il titolo di Grande maestro. Partecipa a dodici Olimpiadi degli scacchi dal 1963 al 1986, vincendo in totale 25 medaglie, tra cui undici ori a squadre (dieci con l'Unione Sovietica e uno con la Georgia) e nove ori individuali. Realizzò l'altissima percentuale dell'83,6 % (+94 =26 –8). Alle olimpiadi di Dubai 1986 fece l'en plein: dieci vittorie su dieci partite. Tra il 1981 e il 1985 vince altre tre volte il campionato sovietico femminile, nel 1983 vince il 25º torneo di Capodanno di Reggio Emilia. Dal 1995 partecipa ai Campionati del mondo seniores, dei quali vincerà per sette volte la sezione femminile.

## Causa legale
Gaprindashvili è stata menzionata molto brevemente nella serie Netflix La regina degli scacchi, in cui si affermava erroneamente che non aveva mai giocato a scacchi a livello agonistico contro uomini. Gaprindashvili ha definito questo allontanamento dalla realtà come "disonorevole ... disinformazione". Il 16 settembre 2021 ha intentato una causa contro Netflix per 5 milioni di dollari per violazione della privacy e diffamazione. Nel settembre 2022 Netflix si è accordata con Gaprindashvili in base a condizioni non rivelate.

## Statistiche
Nella lista Fide di luglio 1987 ha raggiunto il suo massimo punteggio Elo di 2495 punti.